# تپه قلعه عرب اوغلی
تپه قلعه عرب اوغلی در شهرستان سقز، بخش مرکزی، روستای عرب اوغلی علیا واقع شده و این اثر در تاریخ ۱۰ دی ۱۳۸۱ با شمارهٔ ثبت ۶۸۳۶ به‌عنوان یکی از آثار ملی ایران به ثبت رسیده است.